# Gonyleptoides curvifemur
Gonyleptoides curvifemur is een hooiwagen uit de familie Gonyleptidae.